# Skleněný zámek
Skleněný zámek (v anglickém originále The Glass Castle) je americký životopisný dramatický film z roku 2017. Režie se ujal Destin Daniel Cretton a scénáře Cretton, Andrew Lanham a Marti Noxon. Snímek je inspirovaný stejnojmennou knihou Jeannette Walls. Ve snímku hrají hlavní role Brie Larson, Naomi Watts, Woody Harrelson, Max Greenfield a Sarah Snook. 
Film byl uveden do kin ve Spojených státech amerických 11. srpna 2017. V České republice premiéru neměl.

## Obsazení
- Brie Larson jako Jeannette Walls
  - Ella Anderson jako malá Jeannette Walls
  - Chandler Head jako nejmladší Jeannette Walls
- Woody Harrelson jako Rex Walls, otec
- Sarah Snook jako Lori Walls, sestra Jeannette, Maureen a Briana
  - Sadie Sink jako mladší Lori Walls
  - Olivia Kate Rice jako nejmladší Lori Walls
- Naomi Watts jako Rose Mary Walls, matka
- Josh Cares jako Brian Walls, bratr Jeanette, Lori a Maureen
  - Charlie Stowell jako mladší Brian Walls
  - Iain Armitage jako nejmladší Brian Walls
- Brigette Lundy-Paine jako Maureen Walls, nejmladší dcera Rexe a Rose, Jeanette, Lori a Brianova nejmladší sestra
  - Shree Crooks jako mladší Maureen Walls
  - Eden Grace Redfield jako tříletá Maureen Walls
  - Charlie a Noemie Guyon jako mimino Maureen Walls
- Max Greenfield jako David, Jeanette manžel
- Dominic Bogart jako Robbie
- Joe Pingue jako strýc Stanley

## Přijetí

### Tržby
V Severní Americe byl oficiálně uveden 11. srpna 2017, společně s filmy Velká oříšková loupež 2 a Annabelle: Zrození zla. Za první víkend docílil deváté nejvyšší návštěvnosti, kdy vydělal 4,7 milionů dolarů. Za druhý víkend vydělal 2,6 milionů dolarů.

### Recenze
Film získal směs recenze od kritiků. Na recenzní stránce Rotten Tomatoes získal ze 104 započtených recenzí 49 procent s průměrným ratingem 6,1 bodů z deseti. Na serveru Metacritic snímek získal z 39  recenzí 56 bodů ze sta. Na stránce CinemaScore získal známku za 1-, na škále 1+ až 5.